# James Smith (författare)

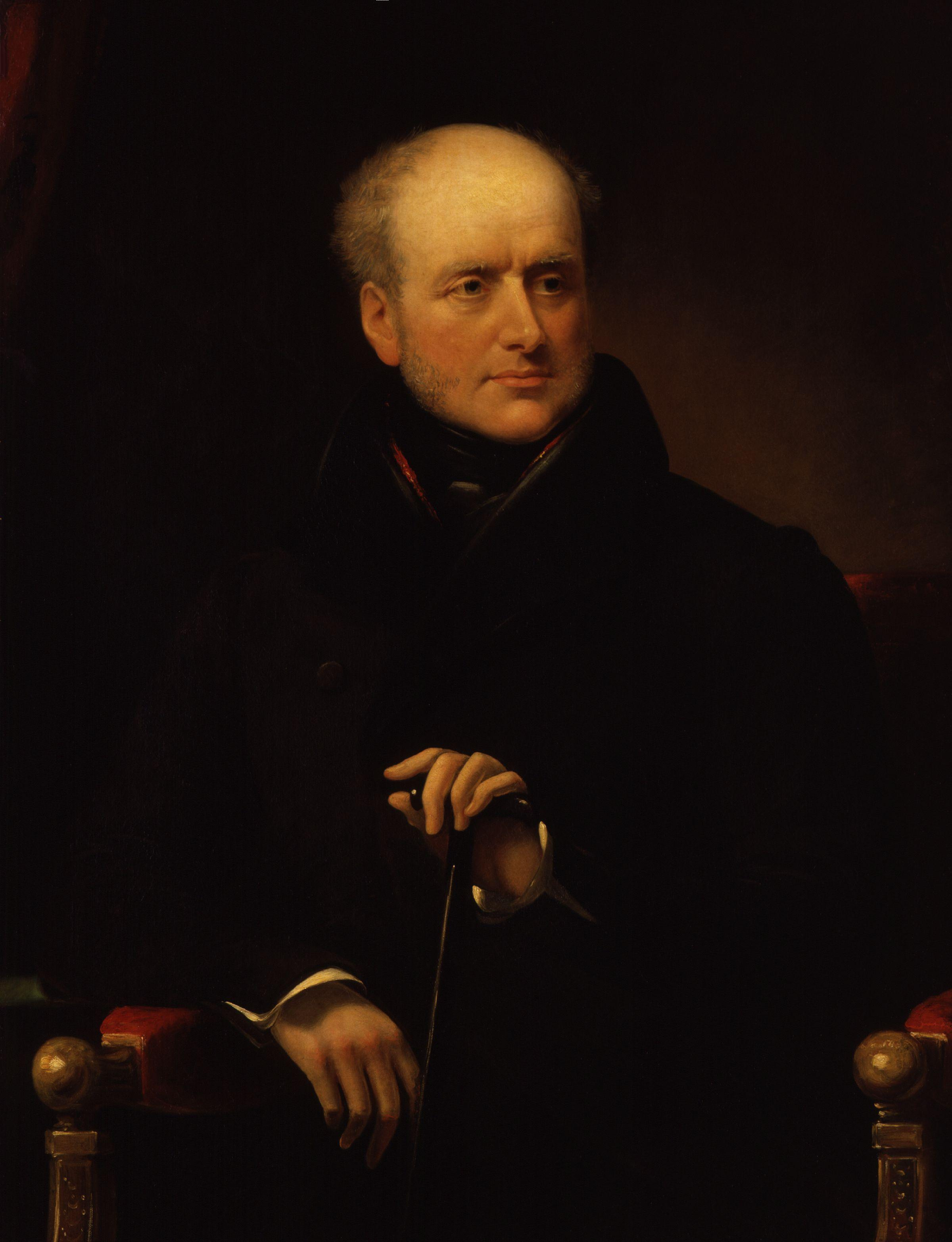
James Smith, målad av James Lonsdale.

James Smith, född den 10 februari 1775 i London, död den 24 februari 1839, var en engelsk skald, bror till författaren Horace Smith. 
Smith, som var tjänsteman vid Board of Ordnance, blev ryktbar genom en av honom och hans yngre bror författad, ypperlig samling parodier över samtidens främsta engelska skalder som Wordsworth, Southey, Cobbett, Crabbe och Coleridge. Denna samling, till vilken brodern bidrog med parodier över bland andra Scott, Moore, Lewis, Fitzgerald och Bowles, utgavs under titeln The rejected addresses (1812; ny upplaga 1871 och 1890) samt erhöll en för den tiden exempellös avsättning. En liknande samling, Horace in London, utkom 1813.